# Nilvange
Nilvange là một xã trong vùng Grand Est, thuộc tỉnh Moselle, quận Thionville-Ouest, tổng Algrange. Tọa độ địa lý của xã là 49° 20' vĩ độ bắc, 06° 03' kinh độ đông. Nilvange nằm trên độ cao trung bình là 225 mét trên mực nước biển, có điểm thấp nhất là 193 mét và điểm cao nhất là 376 mét. Xã có diện tích 2,81 km², dân số vào thời điểm 2005 là 5052 người; mật độ dân số là 1804 người/km². Nilvange nằm về phía tây của Thionville.

## Thông tin nhân khẩu
| 1962  | 1968  | 1975  | 1982  | 1990  | 1999  |
| ----- | ----- | ----- | ----- | ----- | ----- |
| 6.935 | 8.136 | 7.018 | 5.944 | 5.583 | 5.286 |